# Girolamo Piatti
Girolamo Piatti, geboren Ottavio (* 1548 in Mailand; † 14. August 1591 in Rom) war ein italienischer Jesuit.

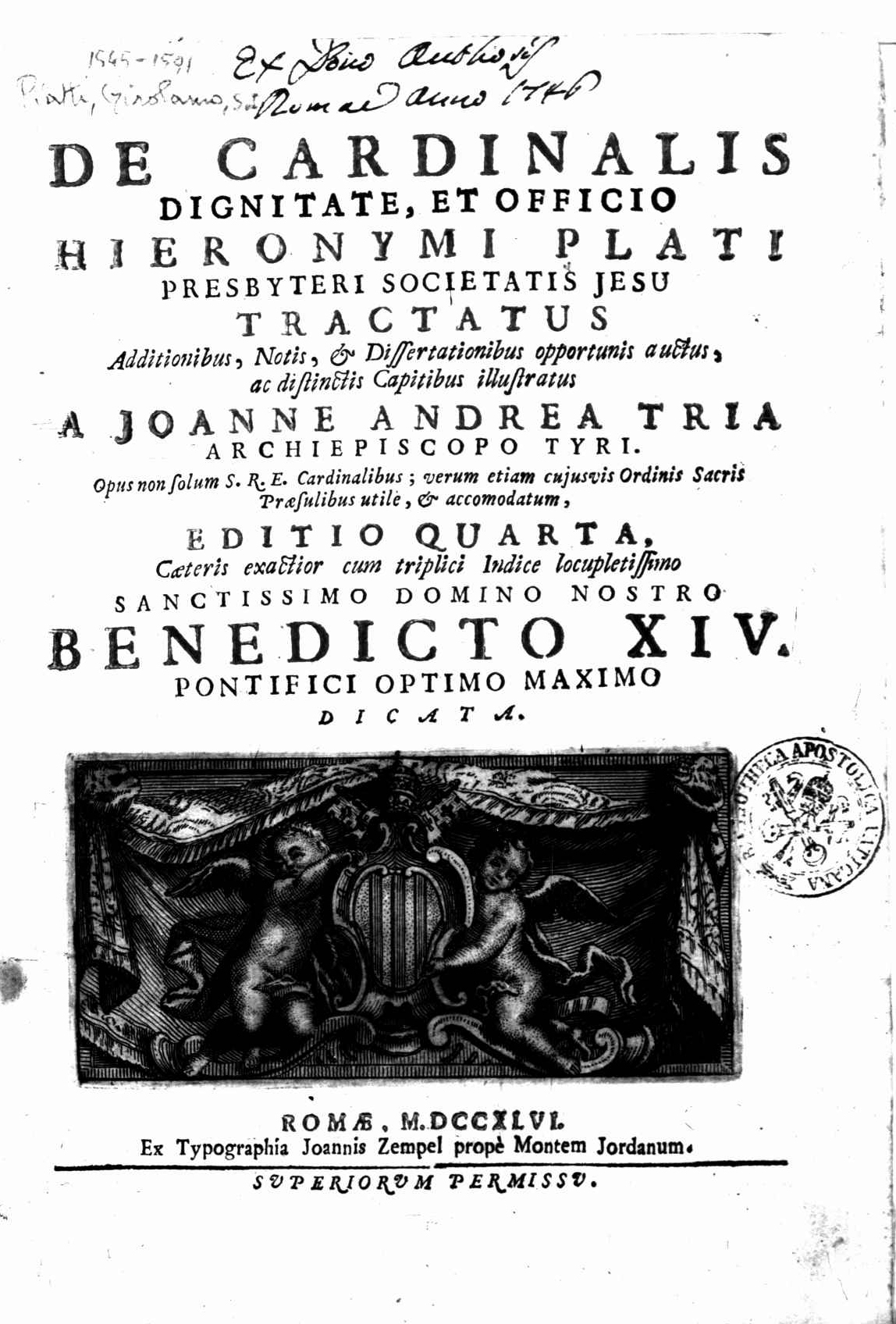
De cardinalis dignitate et officio, 1746

## Leben und Wirken
Er studierte Rechtswissenschaften in Pavia ohne jemals einen Abschluss und Titel zu erhalten. Als er nach Mailand ging um dem Kapuzinerorden beizutreten fand er sich mit den Einwänden seines Vaters konfrontiert und musste schließlich bis 1568 warten, als die Familie Piatti sich nach einem Aufenthalt in Rom dazu entschloss, sich den Jesuiten anzuschließen. Während des Noviziats änderte er seinen Namen in Girolamo, nach seinem Vater und wurde Gefährte des zukünftigen Heiligen Stanislao Koska, um schließlich das Gelübde des jesuitischen Ordens abzulegen (29. Mai 1583).
Im Laufe seines Lebens erhielt er unterschiedliche Aufträge, zeitweise war er Gehilfe von Diego Jiménez, Sekretär des Assistenten für Deutschland und Frankreich und Novizenmeister. Unter den Novizen befanden sich unter anderem Persönlichkeiten wie Aloisius von Gonzaga und der Schotte William Elphinston. Piatti sammelte Notizhefte über das Leben von Aloisius und veröffentlichte sie in seinem Vocatio Aloysii Gonzagae ad Societatem Jesu und schrieb schließlich die Biographie von Elphinston, Vita Gugliemi Elphinstonij novitii Societatis Iesu. Unter seinen wichtigsten Werken, die eine bestimmte Reichweite erlangt haben, befindet sich ebenfalls ein Traktat, verfasst in lateinischer Sprache, über das religiöse Leben, De bono status religiosi. Das Werk beinhaltet drei Bände, Nutzen, Würde und Heiterkeit des religiösen Staats und beschäftigt sich mit der Funktion des alltäglichen Klerikers, der sich dem Dienst an Gott und der Ablehnung materieller Güter widmet, was für Piatti die christliche Vollkommenheit darstellt. In den drauf folgenden Jahren schrieb er eher auf vereinzelten Blättern und verlor schließlich eine Abhandlung über die Ehe, De bono status conjugalis.
In der Folge der historischen Ereignisse und der protestantischen Reformation, die das Bild der mächtigen und reichen Kirchenmänner angegriffen hatte, schrieb Piatti die Abhandlung De cardinalis dignitate et officio, in der er die Rolle des Kardinals neu definierte. Dieser Typus des Abhandlungswesens entwickelte sich gegen Ende des 16. Jahrhunderts, um die moralischen Eigenschaften von Kirchenmännern, in diesem Falle des Kardinals, besser definieren und anfechten zu können. Im Werk De cardinalis dignitate et officio, beschreibt Piatti das Verhalten und Lebensstil des Kardinals, welcher bei ihm als das zu befolgende Vorbild definiert wird, da er als Beispiel für christliche Mäßigung gilt. Darüber hinaus widmet er eine ausführliche Beschreibung an die dignitas cardinalizia, welche die Kardinäle in eine Position bringt, in der sie dem souveränen Pontifex unmittelbar nachfolgen und zudem auch jeder anderen Position gegenüber überlegen sind, auch in Anbetracht der allgemeinen Überlegenheit der kirchlichen Würde gegenüber der weltlichen Würde. Der Mailänder Jesuit spricht sich auch für das Konzept des jus divinum cardinalatus aus und legt dem Kardinal  eine Verantwortung auf, die weit über die einfache Regierung der Kirche hinausgeht, sich aber auch auf eine Rolle des Schutzes und der Führung der gesamten Menschheit erstreckt.
Piatti starb am 14. August 1591 in Rom.

## Werke
- Vocatio Aloysii [Gonzagae] ad Societatem Iesu scripta anno primo tirocinii eius per Hieronymum Platum S.J. tunc confessarium ejusdem, in Acta Sanctorum, 1883.
- Vita Gugliemi Elphinstonij novitii Societatis Iesu, 1584.
- Hieronymi Plati ex Societate Jesu de bono status religiosi libri tres, Romae, apud Jacobum Tornerium, 1590.
- De bono status conjugalis.
- (LA) De cardinalis dignitate et officio, Roma, Giovanni Zempel, 1746.